# Jane McAlevey
Pour les articles homonymes, voir McAlevey.
Jane Frances McAlevey, née le 12 octobre 1964 à New York (État de New York) et morte le 7 juillet 2024 à Muir Beach (Californie), est une organisatrice syndicale américaine, universitaire et autrice d'essais sur le syndicalisme. 
En juin 2019, elle devient Senior Policy Fellow de l'université de Californie à Berkeley. Elle est également la correspondante sur le sujet des grèves pour The Nation.

## Biographie
Jane McAlevey naît le 12 octobre 1964 à New York au sein d'une famille nombreuse, étant la cadette de neuf enfants. Sa mère meurt d'un cancer du sein dans sa petite enfance. Son père est un cadre[Selon qui ?] du comté de Rockland.
Étudiante à l'université d'État de New York à Buffalo, elle est élue[Quand ?] présidente du syndicat des étudiants des universités d'État de New York.

### Engagement écologiste et organisation syndicale
Après avoir voyagé et travaillé en Amérique centrale, Jane McAlevey est recrutée par le Earth Island Institute de David Brower. Elle est ensuite codirectrice d'EPOCA[Quoi ?] du projet de cet institut sur les enjeux environnementaux en Amérique centrale. 
En 1996, elle est recrutée par les hauts dirigeants[Qui ?] de l'AFL-CIO pour travailler dans leur nouveau département d'organisation syndicale et diriger une campagne expérimentale à Stamford (Connecticut). Ce projet s'appuie sur un modèle de syndicalisme de mouvement social basé sur les travailleurs de base[pas clair]. Plutôt que de se concentrer uniquement sur les problèmes du lieu de travail, cette approche relie les problèmes concernant plus largement les familles et le voisinage. Les membres du syndicat s'appuient sur leurs relations au sein de leurs églises, clubs sportifs et groupes sociaux de toutes sortes.
Jane McAlevey devient la directrice nationale adjointe des campagnes dans le secteur de la santé au sein du SEIU (2002 à 2004). Elle rejoint en 2004 la section SEIU du Nevada où elle mène et remporte plus de victoires dans l'organisation d'hôpitaux que toute autre section locale du SEIU. 
Dans la foulée de son travail syndical, Jane McAlevey complète un doctorat en sociologie au Graduate Center, CUNY[Quoi ?] sous la direction de Frances Fox Piven. Elle publie au cours des années 2010 plusieurs livres influents sur le mouvement syndical américain qui pointent l'importance du travail d'organisation en profondeur (deep organizing) et de la centralité de la grève[pas clair] comme perspective pour construire le pouvoir syndical.  
Elle meurt le 7 juillet 2024 à Muir Beach en Californie à l'âge de 59 ans, atteinte de myélomes multiples.

## Publications
- (en-US) Raising Expectations and Raising Hell, My Decade Fighting for the Labor Movement, Verso, 2012 (ISBN 9781781683156)
- (en) No Shortcuts: Organizing for Power in the New Gilded Age, Oxford University Press, 2016 (ISBN 9780190624712)
- A Collective Bargain: Unions, Organizing, and the Fight for Democracy,  (ISBN 9780062908599), published by Ecco Press in 2020.
- Rules to Win By: Power and Participation in Union Negotiations,  (ISBN 9780197690499), by Jane McAlevey and Abby Lawlor, published by Oxford University Press in 2023

Les livres de Jane McAlevey n'ont pas été traduits en français à ce jour. 